# Ruth Lister
 (août 2021).
Pour les articles homonymes, voir Lister (homonymie).
Margot Ruth Aline Lister, baronne Lister de Burtersett, (née le 3 mai 1949), est professeur de politique sociale à l'Université de Loughborough. Elle écrit sur la pauvreté, la sécurité sociale et la citoyenneté des femmes.

## Biographie
Elle est la fille de Werner Bernard et de Daphne Carter. Elle fréquente une école privée puis l'Université de l'Essex, où elle obtient un BA en sociologie, et continue à une maîtrise en études multiraciales de l'Université du Sussex. Elle reçoit des doctorats honorifiques de l'Université calédonienne,. Après avoir terminé sa maîtrise, elle travaille pour le Child Poverty Action Group.
Elle est professeur d'études sociales appliquées, à l'Université de Bradford, de 1987 à 1993, puis professeur de politique sociale, à Loughboroug à partir de 1994.
Elle est nommée Commandeur de l'Ordre de l'Empire britannique (CBE) dans les honneurs d'anniversaire de 1999 et, en 2009, devient membre de la British Academy. Elle est nommée à la Chambre des lords comme pair à vie le 31 janvier 2011 avec le titre de baronne Lister de Burtersett, de Nottingham dans le comté de Nottinghamshire (Burtersett étant le village d'où sa mère est originaire). Elle siège en tant que membre du Parti travailliste.